# Helmut Lent
Helmut Lent (13 juni 1918 – 7 oktober 1944) was een piloot van de Duitse Luftwaffe die tijdens de Tweede Wereldoorlog 110 geallieerde vliegtuigen heeft neergeschoten. Hij vloog op een Messerschmitt Bf 110, een vliegtuig dat speciaal voor nachtvluchten was voorbereid, en schoot 102 van de 110 vliegtuigen tijdens nachtvluchten neer.
1e luitenant Lent was tijdelijk in Nederland op Fliegerhorst Leeuwarden gelegerd. Hij verongelukte op 5 oktober 1944 in Duitsland tijdens een routinevlucht met een Junkers Ju 88.
Als drager van het Ridderkruis van het IJzeren Kruis met eikenloof, zwaarden en briljanten kreeg Helmut Lent een staatsbegrafenis met militaire eer. Zijn kist werd in de rode zaal van de Rijkskanselarij in Berlijn opgebaard.

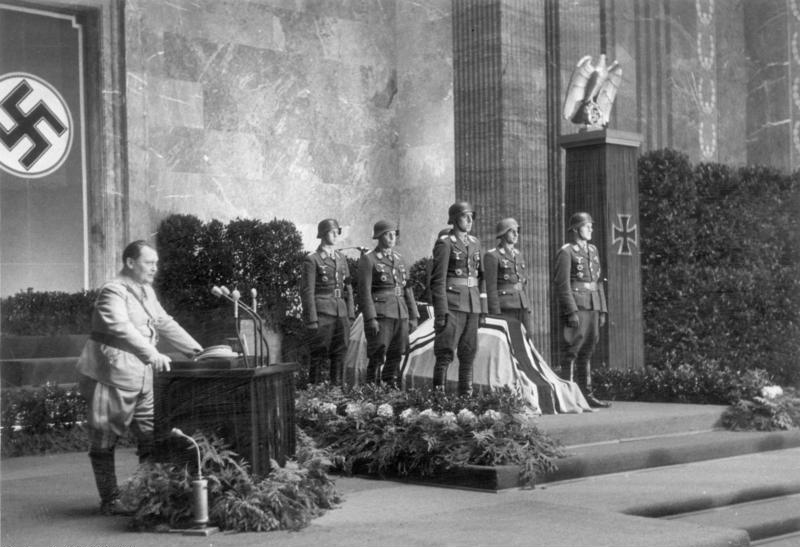
Hermann Göring geeft een toespraak op Lents begrafenis

## Militaire loopbaan
- Fahnenjunker: 1 april 1936[3]
- Fähnrich: 1 april 1937[3]
- Oberfähnrich: 1 februari 1938 - oktober 1937[3]
- Leutnant: 1 maart 1938 - augustus 1938[3]
- Oberleutnant: 1 juli 1940[3]
- Hauptmann: 1 januari 1942 - november 1941[3]
- Major: 1 januari 1943 - augustus 1942[3]
- Oberstleutnant: 1 maart 1944 - september 1943[3]
- Oberst: augustus 1944 (Postuum)[3]

## Decoraties
- Ridderkruis van het IJzeren Kruis on 30 augustus 1941 als Oberleutnant en Staffelkapitän van het 6./NJG 1[3][4][5][6]
- Ridderkruis van het IJzeren Kruis met Eikenloof (nr.98) op 6 juni 1942 als Hauptmann en Gruppenkommandeur van het II./NJG 2[3][6][7][8]
- Ridderkruis van het IJzeren Kruis met Eikenloof en Zwaarden (nr.32) op 2 augustus 1943 als Major en Gruppenkommandeur van het IV./NJG 1[3][6][7][9]
- Ridderkruis van het IJzeren Kruis met Eikenloof, Zwaarden en Briljanten (nr.15) op 31 juli 1944 als Oberstleutnant en Geschwaderkommodore van het NJG 3[3][6][7][10]
- Duits Kruis in goud op 9 april 1942 als Hauptmann in de II./NJG 2[3][6][11]
- IJzeren Kruis 1939, 1e Klasse (11 mei 1940) en 2e Klasse (21 september 1939)[6][11]
- Gewondeninsigne 1939, zilver (22 december 1943)[12][13] en zwart (14 juli 1941)[14]
- Gesp voor Gevechtsvluchten aan het Front voor korte-afstand nachtjagers met hanger en getal "300" in Goud[11]
- Narvikschild op 30 januari 1941[12][15]
- Flugzeugführerabzeichen[15]
- Anschlussmedaille[16]
- Ehrenpokal für besondere Leistung im Luftkrieg op 26 juni 1941[6][17]
- Gezamenlijke Piloot-Observatie Badge in Goud met Diamanten[6]
- Foto van de Rijksmaarschalk met Zilveren Lijst op 20 februari 1942[6]
- Hij werd zesmaal genoemd in het Wehrmachtsbericht. Dat gebeurde op:

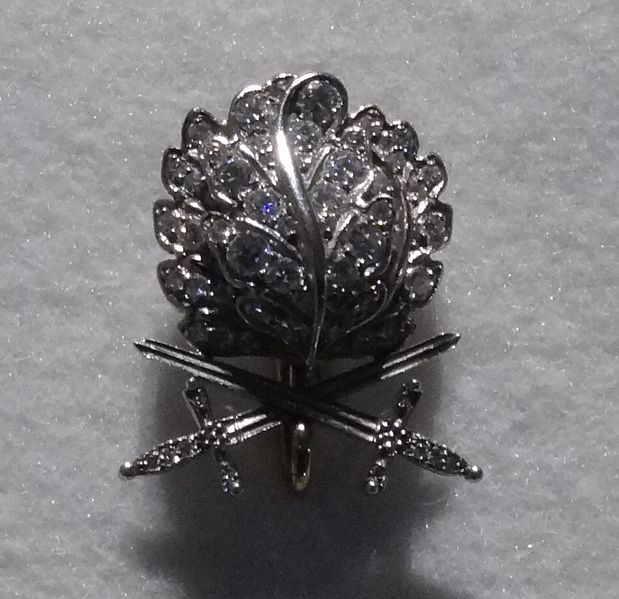
Eikenloof met zwaarden en diamanten van Helmut Lent

- 10 november 1941[6][18]
- 28 januari 1942[6][19]
- 16 mei 1942[6][20]
- 21 juni 1942[21]
- 18 juni 1944[6][22]
- 11 oktober 1944[6][23]

- Gemeinsame Normdatei: 128631511
- International Standard Name Identifier: 0000 0000 4716 5380
- Library of Congress Control Number: no2003093978
- Virtual International Authority File: 62605271
- WorldCat: E39PBJqqwyhf7YVpr4WR3gHKVC